# گومسا-دونگ
گومسا-دونگ (به لاتین: Geumsa-dong) یک منطقهٔ مسکونی در کره جنوبی است.